# Iršava
Iršava (Ucraino: Іршава, ungherese Ilosva, yiddish: אורשיווא) è una città ucraina (9 163 abitanti), nel distretto di Chust, nell'oblast' della Transcarpazia. Ospita l'amministrazione della comunità territoriale di Iršava una delle comunità territoriali dell'Ucraina.
Fino al 18 luglio 2020 Iršava era il centro amministrativo del distretto di Iršava. Come parte della riforma amministrativa che ha ridotto a sei il numero dei distretti dell'oblast' della Transcarpazia, il distretto di Iršava venne fuso nel distretto di Chust.
Esistono diversi nomi alternativi usati per questa città: ruteno: Иршава, russo: Иршава, ungherese: Ilosva, tedesco: Irschawa, slovacco: Iršava, rumeno: Iloșva, polacco: Irszawa e Yiddish: אורשיווא/Orsheve.

## Società

### Evoluzione demografica
Nel 2001 la popolazione di Iršava era di 10.515 abitanti e comprendeva:
- Ucraini (98,6%)
- Russi (0,7%)
- Slovacchi (0,3%)
- Ungheresi (0,3%)

Madrelingua nel 2001:
- Ucraino (97,9%)
- Russo (1,4%)
- Ungherese (0,4%)

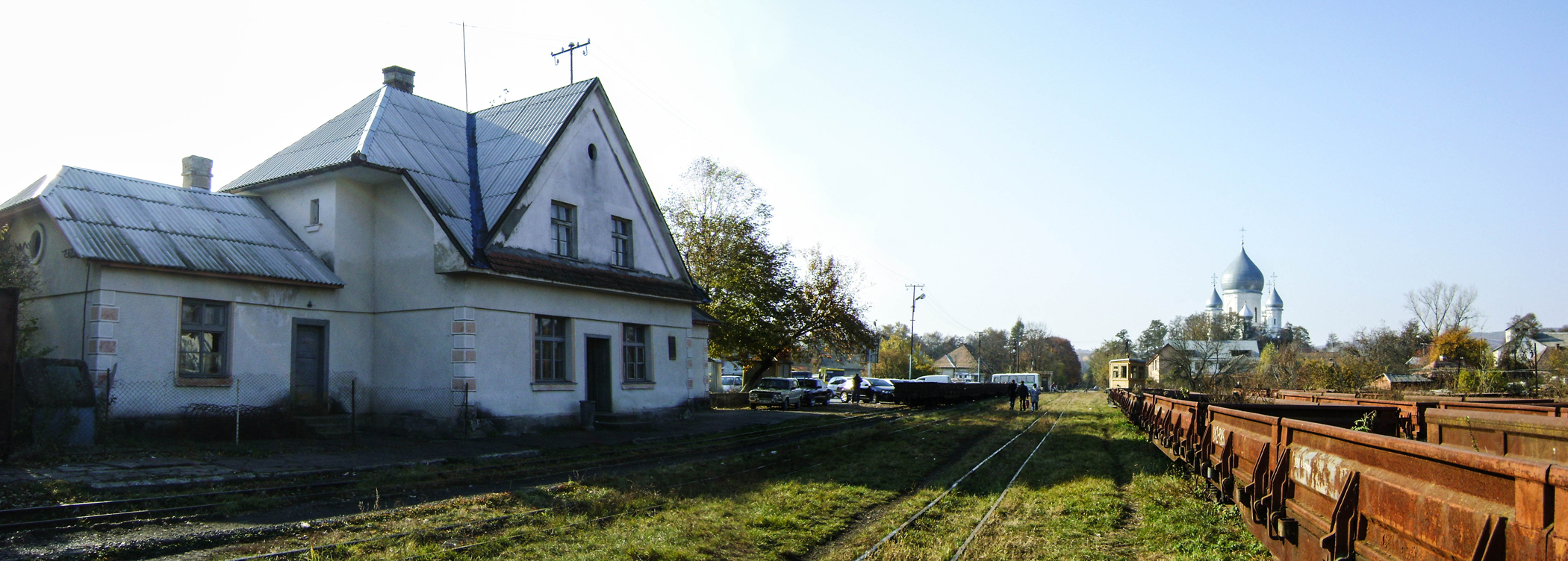
Stazione ferroviaria
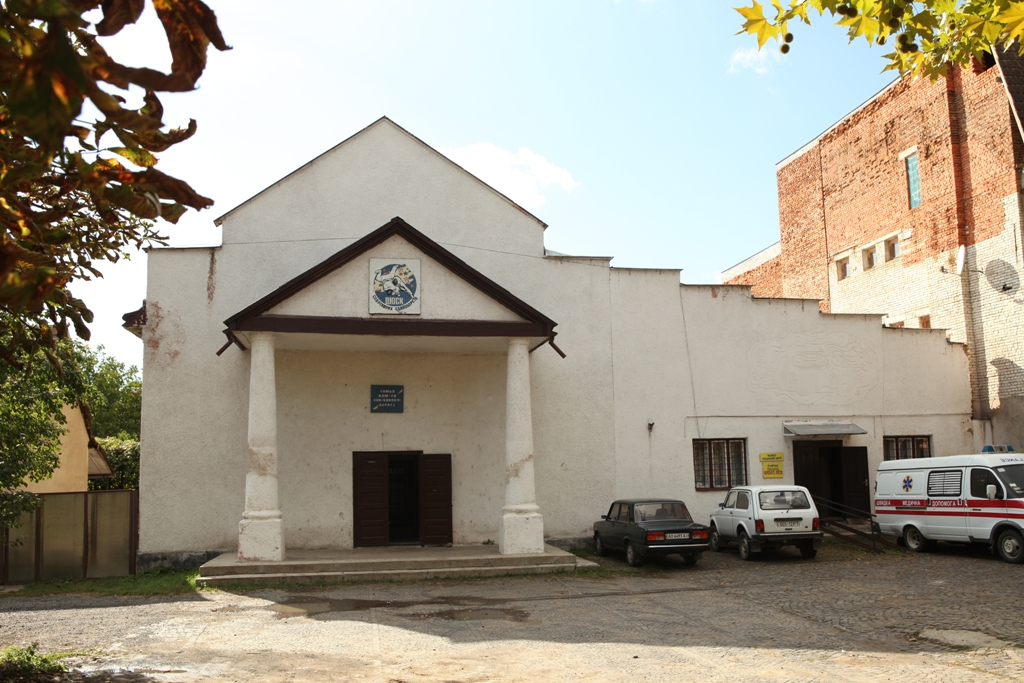
Ex Grande Sinagoga
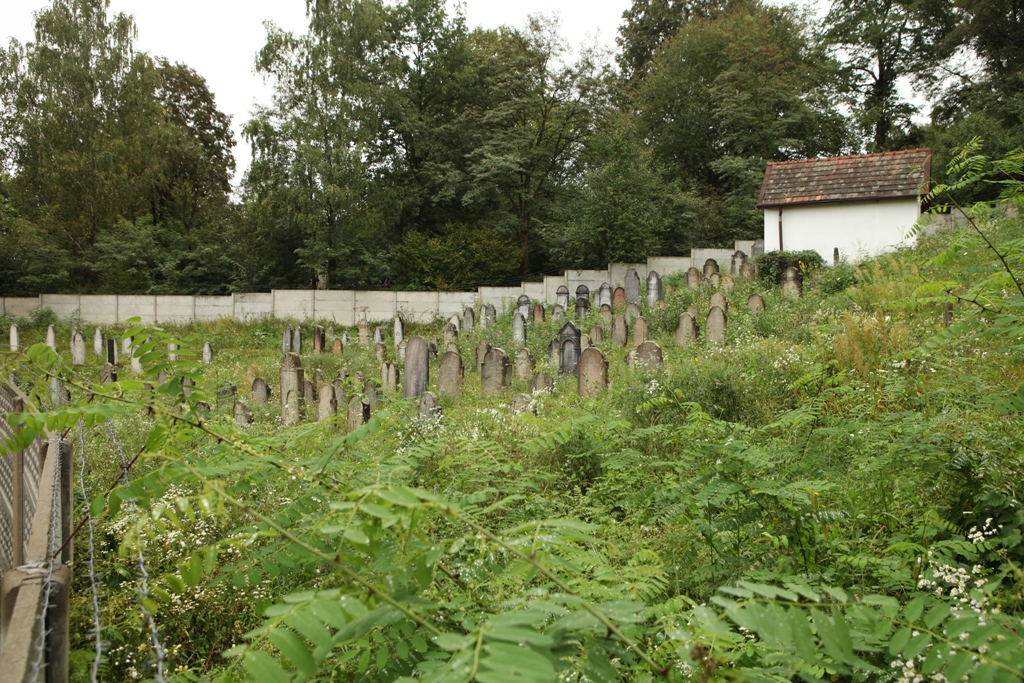
Cimitero ebraico